# (12478) Suzukiseiji
(12478) Suzukiseiji (1997 EX25) – planetoida z pasa głównego asteroid okrążająca Słońce w ciągu 3,6 lat w średniej odległości 2,35 j.a. Odkryta 7 marca 1997 roku.